# Concerto cho 2 Trumpet (Vivaldi)
Concerto cho 2 kèn trumpet cung Đô trưởng, RV 537 là một concerto cho hai kèn trumpet, dàn nhạc dây và basso continuo có cấu trúc ba chương của Antonio Vivaldi. Bản concerto này được cho là sáng tác vào những năm 1720. Đây là bản concerto cho kèn duy nhất của Vivaldi. Tác phẩm được Ricordi xuất bản vào năm 1950 sau khi bản thảo âm nhạc của bản concerto này được tìm thấy trong một thư viện ở Torino.

## Lịch sử
Vivaldi đã sáng tác bản Concerto cho 2 kèn Trumpet cung Đô trưởng có thể nằm trong khoảng thời gian những năm 1720 ở Venezia. Đây là bản concerto dành cho kèn trumpet duy nhất của ông. Vẫn chưa xác định được liệu ông đã sáng tác tác phẩm này cho ai. Có ít khả năng cho thấy ông đã viết tác phẩm cho tu viện Ospedale della Pietà, bởi vì bản concerto ở đó bao gồm phần thanh nhạc, dàn đàn dây và nhạc cụ phím. Bản concerto này được viết cho kèn nguyên bản thời bấy giờ; vốn là một nhạc cụ không có van, bị giới hạn ở các nốt của chuỗi âm bồi tự nhiên, có nghĩa là âm nhạc của tác phẩm có xu hướng gần với giọng chủ của kèn.
Một bản thảo được tìm thấy trong bộ sưu tập Renzo Giordano tại Thư viện Quốc gia ở Torino, nơi lưu giữ phần lớn bộ sưu tập cá nhân của Vivaldi. Bản concerto này được xuất bản lần đầu tiên và được biên soạn bởi Gian Francesco Malipiero và bởi Casa Ricordi vào năm 1950. Vivaldi cũng sử dụng chương thứ hai của tác phẩm này cho concerto vĩ cầm cung Đô trưởng, RV 110 của ông.

## Âm nhạc
Concerto được cấu trúc theo ba chương:
1. Allegro
2. Largo
3. Allegro

Các chương cuối thể hiện kỹ thuật điêu luyện của các nghệ sĩ độc tấu trong các đoạn nhạc kỹ thuật và đoạn nhạc kèn lệnh. Hai trumpet thường diễn tấu cùng nhau trong các đoạn độc tấu, nhưng đôi khi cũng diễn tấu với dàn đàn dây trong các đoạn tutti.
Trong chương đầu tiên, các nhạc cụ dàn dây có nhiệm vụ chuyển giai điệu thành một giọng thứ, nhưng khi kèn vào sẽ trở lại giọng trưởng. Trong chương hai chỉ có 6 ô nhịp, tất cả kèn đều lặng, đi kèm với phong cách và hòa âm không phù hợp với nhạc cụ. Giai điệu của âm nhạc ở trong tâm trạng uể oải, được thiết lập với những hợp âm liên tục từ dàn nhạc dây. Chương cuối cùng bắt đầu với hợp âm rải  trong phân đoạn nhạc từ các nghệ sĩ độc tấu, nằm trong một nhịp ba và đưa tác phẩm đến một kết thúc mạnh mẽ.